# Ротфусс, Патрик
Патрик Ротфусс (англ. Patrick Rothfuss; род. 6 июня 1973) — американский писатель-фантаст. Известность ему принёс опубликованный в 2007 году дебютный роман «Имя ветра», начавшего трилогию «Хроника Убийцы Короля». За свои произведения писатель был удостоен нескольких премий.

## Биография
Патрик Ротфусс родился 6 июня 1973 года в Мадисоне (штат Висконсин, США). С детства он очень любил читать, прочитав до окончания школы около 2000 романов.
В 1991 году он поступил в Висконсинский университет. Первоначально он обучался на химика, затем сменил специализацию на клиническую психологию, а через 3 года обучения сменил статус на «Без специализации», что позволило ему изучать те предметы, которые он хочет.
В 1999 году Патрик получил степень бакалавра по английской словесности, после чего поступил в Университет штата Вашингтон, где получил степень магистра. Затем он вернулся в Висконсин, где стал преподавателем в университете Стивенс Пойнт.
Ещё в университете Патрик начал писать роман «The Song of Flame and Thunder», а в колонке в газете университетского городка публикует «College Survival Guide». Однако с публикацией романа возникли проблемы — несколько издательств отказались его публиковать. В то же время в 2002 году рассказ «The Road to Levinshir» («Дорога на Левиншир»), представляющий собой отрывок из романа, получил премию «Writers of the Future».
Позже права на публикацию романа купило издательство DAW Books. В результате роман был разбит на 3 части, а получившийся цикл получил название «Хроники убийцы короля» (англ. Kingkiller Chronicle). Первая часть, получившая название «Имя ветра» (англ. The Name of the Wind), вышла в 2007 году. Роман был благосклонно встречен критиками, получил несколько премий, был включён в список бестселлеров «Нью-Йорк Таймс», а в 2008 году номинирован на престижную премию «Локус», в которой занял 2-е место в номинации «дебютный роман» и 17-е — в категории «Роман в жанре фэнтези». Вторая часть, вышедшая в 2011 году, получила название «Страхи мудреца» (англ. The Wise Man's Fear). Этот роман в 2012 году был удостоен премии «David Gemmell Legend Award». Третья часть с рабочим названием «The Doors of Stone» пока не опубликована.
В 2010 году была опубликована иллюстрированная повесть «Приключения Принцессы и Мистера Уиффла» (англ. The Adventures of the Princess and Mr. Whiffle), не относящаяся к циклу «Хроники убийцы короля».
Романы Патрика Ротфусса переведены на многие языки, в том числе и на русский. Роман «Имя ветра» на русском языке вышел в 2010 году, «Страхи мудреца» — в 2012.
Патрик Ротфусс женат, его жену зовут Сара, у них двое сыновей. Настоящие имена детей публично не разглашаются, в блоге и твиттере Патрик называет их Оот и Кьюти Сну (Oot & Cutie Snoo).

## Награды и премии
- За рассказ «Дорога на Левиншир»:
  - 2002: Writers of the Future: Second Quarter[6]

- За роман «Имя ветра»:
  - 2007: #1 The New York Times Best Seller.
  - 2007: Quill Award[7].
  - 2007: "Best Books of the Year" (2007) – Publishers Weekly, номинация Научная фантастика/Фэнтез/Хоррор[8].
  - 2007: Romantic Times Reviewers Choice Award for Best Epic Fantasy, номинация «Epic Fantasy Novel»[9].
  - 2008: Премия «Локус» (2-е место в номинации «дебютный роман», 17-е — в категории «Роман в жанре фэнтези»)[10]
  - 2009: Deutscher Phantastik Preis, 2009, номинация «Переводной роман».
  - 2012: 3 место в списке «Лучший роман в жанре фэнтези» по версии журнала Локус[11]
- За роман «Страхи мудреца»:
  - 2012: David Gemmell Legend Award, номинация «Роман»[12].